# فنواریوو (آنتاناناریوو)
فنواریوو (به لاتین: Fenoarivo) یک منطقهٔ مسکونی در ماداگاسکار است که در آنالامانگا واقع شده‌است. فنواریوو ۲۵٬۶۷۵ نفر جمعیت دارد و ۱٬۲۶۰ متر بالاتر از سطح دریا واقع شده‌است.